# Unió Liberal de Lituània
Unió Liberal de Lituània (lituà Lietuvos Liberalų Sąjunga, LLS) fou un partit polític de Lituània d'ideologia liberal fundat el 24 de novembre de 1990 per grups liberals de la Universitat de Vílnius encapçalats per Kęstutis Glaveckas, Vytautas Kvietkauskas, Bronislovas Lubys, Rimvydas Valatka i Eduardas Vilkas. encara que molts d'ells col·laboraren amb el Sajūdis. A les eleccions legislatives lituanes de 1992 només va obtenir el 2,1% dels vots i no assolí representació parlamentària. Més sort va tenir a les eleccions legislatives lituanes de 1996, a les que va obtenir 25.279 vots (l'1,84%) i un escó. Alhora, a les eleccions municipals de 1997 obté representació a 18 municipis i participa en el govern municipal de Vílnius.
El 1999 és nomenat president del partit Rolandas Paksas i a les eleccions de 2000 va obtenir 253.823 vots (el 17,25%) i 33 escons, el partit amb més diputats, i el seu líder fou nomenat primer ministre de Lituània. El 2001 Paksas deixà el partit i fou nomenat president Eugenijus Gentvilas. El 2003 es va fusionar amb la Unió del Centre de Lituània per a fundar la Unió Centrista i Liberal.

## Resultats electorals
| Any  | Vots    | %     | Escons   | +/- |
| ---- | ------- | ----- | -------- | --- |
| 1992 | 28,091  | 1.51  | 0 / 141  | Nou |
| 1996 | 25,279  | 1.93  | 1 / 141  | 1   |
| 2000 | 253,823 | 17.25 | 33 / 141 | 32  |

## Líders del partit
- 1990 – Vytautas Radžvilas
- 1993 – Šarūnas Davainis
- 1995 – Ginutis Vencius
- 1996 – Eugenijus Gentvilas
- 1999 – Rolandas Paksas
- 2001 – Eugenijus Gentvilas